# Bayernpartei
Bayernpartei (v překladu do češtiny Strana Bavorska) je separatistická politická strana v Německu. Působí výlučně v Bavorsku. Je členem Evropské svobodné aliance. Byla založena v roce 1946 a požaduje nezávislost Bavorska v rámci Německa. Předsedou strany je Florian Weber.